# 財務省 (タイ)
財務省 （タイ語: กระทรวงการคลัง　タイ語略: กค.、英語: Ministry of Finance　英語略: MOF）は、タイ王国政府の省の一つ。1873年に設置。

## 概要
財務省は、財政、税制、政府土地資産管理、政府の専売事業の管理、関係機関の監督、さらに政府機構、金融機構、公社に信用貸付をする権限を持つなど幅広い行政を担当する省である。そのため、タイ政府の中で重要度の高い省の一つに数えられる。内閣の閣僚である財務大臣が省の長となる。通例2名の副大臣がその補佐をする。

## 歴史
財務省の前身は15世紀のアユタヤ王朝の頃から存在する官僚組織であり、蔵局（クロム・クラン タイ語: กรมคลัง）と呼ばれていた。その後、大蔵局（クロム・プラ・クラン、タイ語: กรมพระคลัง）に格上げされた。担当する大臣はプラ・クランと呼ばれ、税制、貿易、専売事業、貢納、外交などに関して広範な権限を持っていた。当時の外国人の記録にはバーギュラン（Berguelang）もしくはバーセロン（Barcelon）と記述されている。
このアユタヤ時代の前財務省組織の主な役割はラタナコシン朝でも引き継がれた。ラーマ4世が1855年にイギリスとの通商条約ボウリング条約を結ぶと、タイ王国は近代国際貿易の波にさらされることになった。条約は王国が3%以上の関税をかけることを禁じるなどのタイにとって不平等なものであったが、タイの国際貿易量は急速に拡大していった。この新しい状況に対応するため王は税関、造幣局の設置を行った。
続けてラーマ5世は、1873年に財政関係の機関と事務を統合し、現在の財務省の基礎となる王立財産省を王宮に設置。1933年、立憲革命によって王室所有の王立財産省から政府所有の財務省に再編された。

## 所在地
バンコク パヤータイ区 サームセーンナイ地区 ラーマ6世通り ソーイ・アーリーサムパン（ซอยอารีย์สัมพันธ์ ถนนพระรามที่ 6 แขวงสามเสนใน เขตพญาไท กรุงเทพมหานคร 10400）

## 部局

### 事務
- 大臣官房
- 次官事務局

### 内部部局
- 財務局 （กรมธนารักษ์）
- 中央会計局 （กรมบัญชีกลาง）
- 関税局 （กรมศุลกากร）
- 国税局 （กรมสรรพากร）
- 物品税局 （กรมสรรพสามิต）
- 国営企業政策委員会事務局 （สำนักงานคณะกรรมการนโยบายรัฐวิสาหกิจ）
- 公的債務管理局 （สำนักงานบริหารหนี้สาธารณะ）
- 財政経済事務局 （สำนักงานเศรษฐกิจการคลัง）

## 省関連の公社・独立組織
- タイ農業・農業協同組合銀行（ธนาคารเพื่อการเกษตรและสหกรณ์การเกษตร） （ธกส. BAAC）
- タイ輸出入銀行 （ธนาคารเพื่อการส่งออกและนำเข้าแห่งประเทศไทย） （ธสน. EXIM Bank）
- タイ政府住宅銀行（ธนาคารอาคารสงเคราะห์）（ธอส. GHB）
- タイ政府貯蓄銀行（ธนาคารออมสิน）（GSB）
- クルンタイ銀行（ธนาคารกรุงไทย จำกัด (มหาชน)）（KTB）
- タイ政府宝籤局（สำนักงานสลากกินแบ่งรัฐบาล）
- タイたばこ工場（โรงงานยาสูบ）（รยส. TTM） 省管轄
- タイ酒造機関（องค์การสุรา กรมสรรพสามิต） 物品税局管轄
- タイ住宅抵当証券公社（บรรษัทตลาดรองสินเชื่อที่อยู่อาศัย ）（บตท. SMC）
- タイ中小企業開発銀行 （ธนาคารพัฒนาวิสาหกิจขนาดกลางและขนาดย่อมแห่งประเทศไทย）（ธพว. SME BANK）
- 小企業信用保証公社（บรรษัทประกันสินเชื่ออุตสาหกรรมขนาดย่อม） (บสย. SBCG）
- バンコク商業資産管理会社（บริษัท บริหารสินทรัพย์ กรุงเทพพาณิชย์ จำกัด (มหาชน) ）（บสก. BAM-AMC）
- タイ学資ローン基金機構 （กองทุนเงินให้กู้ยืมเพือการศึกษา ）（กยศ.）
- タナーラック資産開発公社（บริษัท ธนารักษ์พัฒนาสินทรัพย์ จำกัด)（ธพส.）
- タイ国イスラーム銀行 （ธนาคารอิสลามแห่งประเทศไทย）（ธอท. IBANK）
- タイ･プレイングカード公社（โรงงานไพ่ กรมสรรพสามิต）-トランプ等の印刷製造 物品税局管轄
- タイ共同旅館旅行会社（บริษัท สหโรงแรมไทยและการท่องเที่ยว จำกัด）

（上記までが同省HP上に載っている機関）

## その他関連組織・計画
- タイ政府財政管理情報システム導入計画（โครงการเปลี่ยนระบบการบริหารการเงินการคลังภาครัฐสู่ระบบอิเล็กทรอนิกส์）（GFMIS）
- 周辺諸国経済開発協力機構（NEDA）
- タイ政府年金基金 （กองทุนบำเหน็จบำนาญข้าราชการ ）（กบข. GPF）
- タイ国家貯蓄基金（กองทุนการออมแห่งชาติ）（กอช. NSF）
- ティパヤ保険公開会社（บริษัท ทิพยประกันภัย จำกัด (มหาชน)）（Dhipaya Insurance Public Company）（TPI）
- タイ資産管理公社（บรรษัทบริหารสินทรัพย์ไทย） （บสท. TAMC）
- タイ国際航空

## 関連事項
- 内閣 (タイ)